# لشنیتسا (استان بلاگووگراد)
لشنیتسا (به بلغاری: Leshnitsa) یک منطقهٔ مسکونی در بلغارستان است که در ساندانسکی واقع شده‌است.